# Dov Lior

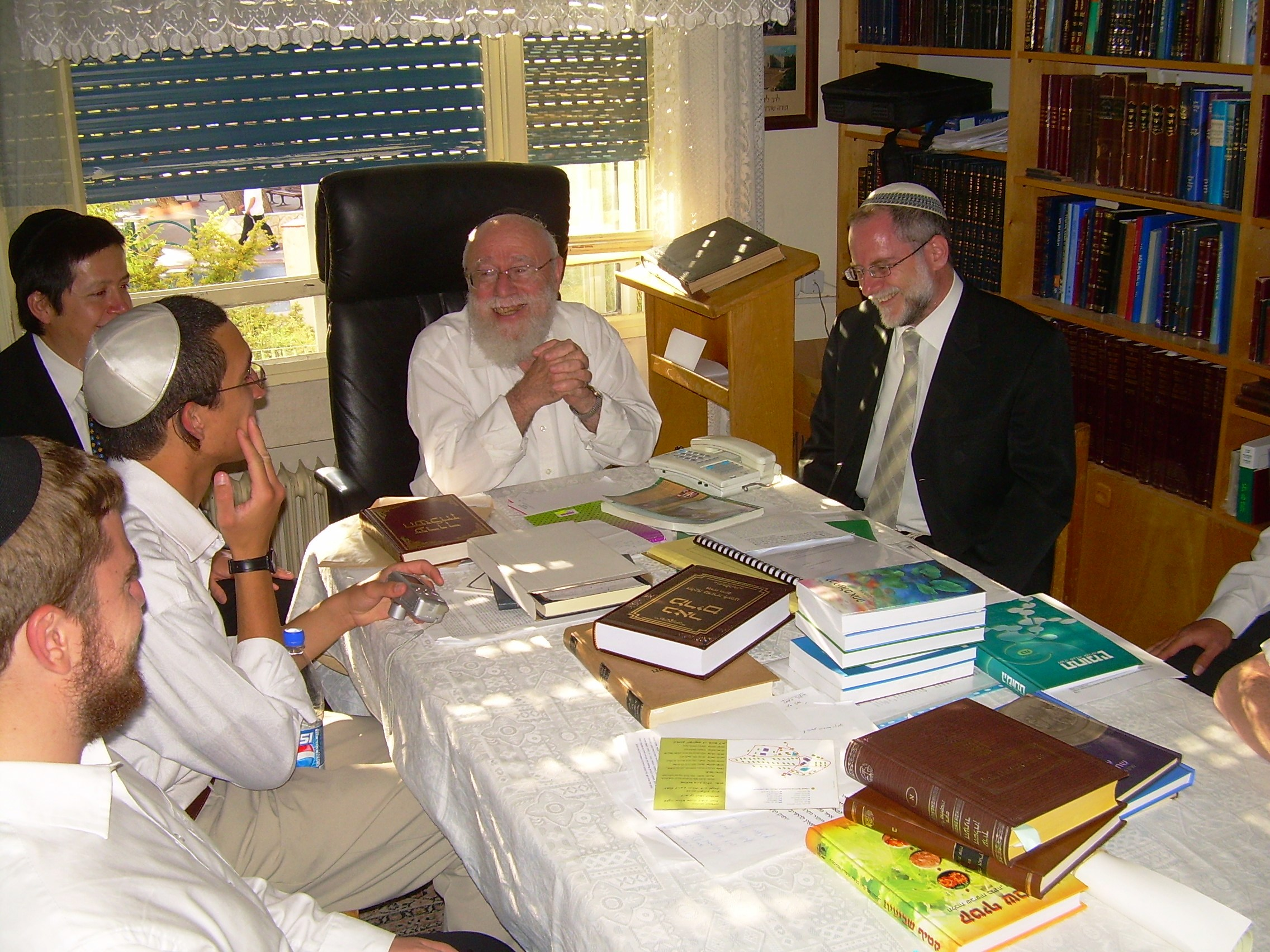
Dov Lior.

Dov Lior (en hébreu : דב ליאור, né en 1933 à Jarosław) est le grand-rabbin d'Hébron et de Kiryat Arba en Cisjordanie. Il est également à la tête de la yeshivat Nir de Kiryat Arba et du Conseil des rabbins de Judée-Samarie. Personnalité très contestée, il a souvent appelé au meurtre de non-Juifs, à conduire des expérimentations médicales sur des musulmans, ou encore estimé que les femmes Juives n'avaient pas le droit de faire un enfant avec un père non-Juif.

## Biographie
Dov Lior est né dans une famille hassidique originaire de Belz, à Breslau en Silésie[pas clair]. Il tenta d'embarquer sur l'Exodus 1947, arrivant finalement à Negba, un kibboutz dans le nord du Néguev, quelques semaines avant la déclaration d’indépendance de l’État d’Israël. En Israël, il étudia d'abord à la yeshiva Bneï-Akiva à Kfar Haroeh, puis à la yeshiva Merkaz Harav à Jérusalem. Il se maria en 1960 mais sa femme décéda d'un cancer en 1988. Il se remaria alors avec la veuve du rabbin Ephraim Shahor. Il a onze enfants, cinquante-cinq petits-enfants et deux arrière-petits-enfants. Deux de ses frères sont arrivés en Israël après lui et ont rejoint le kibboutz Hachomer Hatzaïr HaMa'apil.

## Leader rabbinique
Dov Lior est considéré par beaucoup comme étant un érudit de premier plan du sionisme religieux et le principal étudiant du rabbin Zvi Yehouda Kook, fils du rabbin Abraham Isaac Kook. À la fin des années 1980, le procureur général israélien empêcha son élection au Conseil rabbinique d'Israël à la suite d'un tollé public résultant d'une déclaration dans laquelle il suggérait que les terroristes arabes capturés pourraient être utilisés pour mener des expérimentations médicales.
Le 19 mars 2007, Dov Lior arriva à Beit HaShalom et donna sa bénédiction à la structure et à la communauté juive locale. Le 21 janvier 2008, il y déclara, en compagnie de plusieurs rabbins, que la politique gouvernementale sur les implantations juives est « pire que le Livre blanc du mandat britannique. »
Aux dernières élections, Dov Lior obtint les faveurs de l'Union nationale et fut, en fait, une figure-clé dans la rupture de la Maison juive, un parti formé pour créer un front politique uni pour tous les sionistes religieux.
En 2009, Dov Lior émit une déclaration dénonçant le possible transfert de la juridiction des sites chrétiens en Israël vers le Saint-Siège, disant qu'il était « impensable de transmettre au Vatican le moindre morceau de notre terre sainte ».
Dov Lior refusa d'être interrogé par la police israélienne après avoir rédigé l'avant-propos de la Torah HaMelekh, un livre sur la loi juive du rabbin Yitzhak Shapira justifiant le meurtre de non-Juifs, mais accepta finalement d'être interrogé à sa maison à ce propos. La police émit un mandat d'arrêt à son encontre, ce qui provoqua une large condamnation dans les cercles de la droite religieuse. Le 27 juin 2011, il fut arrêté par la police israélienne alors qu'il se rendait à un colloque de rabbins en prévision d’un éventuel démantèlement par Tsahal, pour être finalement relâché après une heure d'interrogatoire, en raison de la sympathie de plusieurs autres rabbins et d'une vingtaine de membres de la Knesset.

## Controverses
Dov Lior est à l'origine de nombreuses controverses. Dans plusieurs discours, il a légitimé l'assassinat de non-Juifs en temps de guerre en se basant sur la loi juive. À la suite de l'attentat de Merkaz Harav, il a déclaré qu'il est interdit par la loi juive d'employer des Arabes ou de leur louer un bien immobilier. Récemment, il a déclaré qu'il est interdit à toute femme juive de concevoir un enfant avec le sperme d'un donneur non-Juif, même si c'est la dernière option disponible. Il a ajouté que l'enfant né d'une telle insémination aura « les traits génétiques négatifs qui caractérisent les non-Juifs » et que « le sperme des Gentils donne naissance à une progéniture barbare ».
Il déclare après les attentats du 13 novembre à Paris qu'il s'agit d'une punition pour le traitement des juifs pendant l'holocauste.